# Crnoklište
Crnoklište (en serbe cyrillique : Црноклиште) est un village de Serbie situé dans la municipalité de Pirot, district de Pirot. Au recensement de 2011, il comptait 276 habitants.

## Démographie

### Évolution historique de la population
| 1948 | 1953 | 1961 | 1971 | 1981 | 1991 | 2002 | 2011 |
| ---- | ---- | ---- | ---- | ---- | ---- | ---- | ---- |
| 929  | 895  | 727  | 618  | 548  | 444  | 338  | 276  |

|  |